# Diezma (kommun)
Diezma är en kommun i Spanien.   Den ligger i provinsen Provincia de Granada och regionen Andalusien, i den södra delen av landet, 300 km söder om huvudstaden Madrid. Antalet invånare är 775. Arean är 42 kvadratkilometer. Diezma gränsar till Huétor Santillán, Iznalloz, Darro, La Peza och Quéntar. 
Terrängen i Diezma är kuperad.